# Resolutie 714 Veiligheidsraad Verenigde Naties
Resolutie 714 van de Veiligheidsraad van de Verenigde Naties werd unaniem aangenomen op 30 september 1991, en sprak tevredenheid uit over de voortgang van het vredesproces in El Salvador.

## Achtergrond
Begin jaren 1980 waren de landen Nicaragua, Honduras en ook El Salvador in conflict met elkaar. In Nicaragua voerden allerlei groeperingen een gewapende strijd tegen de overheid. Die groeperingen werden heimelijk gesteund door de Verenigde Staten. Die laatsten gingen ook een overeenkomst aan met Honduras tegen communistische bewegingen in Nicaragua en El-Salvador.
In El Salvador was een burgeroorlog uitgebroken tussen de overheid en de communistische beweging FMLN. Rond 1990 werd er onderhandeld over vrede, wat in 1992 leidde tot de Vrede van Chapultepec.

## Inhoud
De Veiligheidsraad:
- herinnert aan resolutie 637 die secretaris-Generaal Javier Pérez de Cuéllars missie in Centraal-Amerika steunde;
- herinnert ook aan resolutie 693 de waarnemingsmissie ONUSAL in El Salvador oprichtte;
- verwelkomt het Akkoord van New York tussen El Salvador en het FMLN;
- verwelkomt ook het mondelinge rapport van de Secretaris-Generaal;

1. looft de flexibiliteit en ernst van de partijen tijdens de besprekingen;
2. feliciteert de Secretaris-Generaal en zijn vertegenwoordiger in Centraal-Amerika voor hun kunde en inspanningen die vitaal waren voor het vredesproces;
3. waardeert de bijdragen van de Groep van Vrienden van de Secretaris-Generaal – Colombia, Mexico, Spanje en Venezuela – die het vredesproces vooruit hielpen
4. dringt erop aan dat beide partijen intensief en snel voort onderhandelen voor een staakt-het-vuren en een vredesakkoord binnen het kader van het Akkoord van New York;
5. steunt het vredesproces in El Salvador;
6. dringt er bij beide partijen op aan terughoudend te zijn, zeker tegenover de bevolking;
7. roept beide partijen op te blijven samenwerken met de VN-waarnemingsmissie.

## Verwante resoluties
- Resolutie 691 Veiligheidsraad Verenigde Naties
- Resolutie 693 Veiligheidsraad Verenigde Naties
- Resolutie 719 Veiligheidsraad Verenigde Naties
- Resolutie 729 Veiligheidsraad Verenigde Naties (1992)

Lijst ·  684 ·  685 ·  686 ·  687 ·  688 ·  689 ·  690 ·  691 ·  692 ·  693 ·  694 ·  695 ·  696 ·  697 ·  698 ·  699 ·  700 ·  701 ·  702 ·  703 ·  704 ·  705 ·  706 ·  707 ·  708 ·  709 ·  710 ·  711 ·  712 ·  713 ·  714 ·  715 ·  716 ·  717 ·  718 ·  719 ·  720 ·  721 ·  722 ·  723 ·  724 ·  725